# フランシス・アンブリエール

フランシス・アンブリエール（フランス語:Francis Ambriere、1907年9月27日 - 1998年7月1日）は、フランスパリ出身の小説家、批評家。
1940年にゴンクール賞を受賞した代表作『長い休暇』は、ナチス・ドイツのフランス侵攻によりドイツ軍の捕虜となったアンブリエールが捕虜生活を的確に描いた作品である。
第二次世界大戦以前は同国の詩人ジョアシャン・デュ・ベレーに関する評論を著し、旅行叢書『ギード・ブルーの編集長として知られた。